# 베트남의 세계유산

베트남의 세계유산은 유네스코에서 지정한 베트남의 세계유산이다. 베트남은 5건의 문화유산과 2건의 자연유산, 1건의 복합유산을 보유하고 있다.

## 목록

### 문화유산
| No. | 사진 | 등록명                              | 소재지     | 등록년도 | 등록기준       | 유네스코 지정번호 | 비고 |
| 1   |      | 후에 기념물 복합지구                | 후에       | 1993년   | (ⅳ)            | 678               |      |
| 2   |      | 호이안의 고대 도시                  | 꽝남성     | 1999년   | (ⅱ), (ⅴ)       | 948               |      |
| 3   | 미선 | 미선 유적                           | 꽝남성     | 1999년   | (ⅱ), (ⅲ)       | 949               |      |
| 4   |      | 탕롱의 제국주의 시대 성채 중앙 구역 | 하노이     | 2010년   | (ⅱ), (ⅲ), (vi) | 1328              |      |
| 5   |      | 호 왕조의 요새                      | 타인호아성 | 2011년   | (ⅱ), (ⅳ)       | 1358              |      |

### 자연유산
| No. | 사진 | 등록명            | 소재지 | 등록년도      | 등록기준      | 유네스코 지정번호 | 비고 |
| 1   |      | 할롱만            | 꽝닌성 | 1994년 2000년 | (ⅶ), (ⅷ)      | 672               |      |
| 2   |      | 퐁냐깨방 국립공원 | 꽝빈성 | 2003년 2015년 | (ⅷ), (ⅸ), (ⅹ) | 951               |      |

### 복합유산
| No. | 사진 | 등록명         | 소재지 | 등록년도 | 등록기준      | 유네스코 지정번호 | 비고 |
| 1   |      | 짱안 경관 단지 | 닌빈성 | 2014년   | (ⅴ), (ⅶ), (ⅷ) | 1438              |      |

## 같이 보기
- 베트남의 국립공원
- 무형문화유산 목록